# Đurin Potok
Đurin Potok – wieś w Chorwacji, w żupanii karlowackiej, w gminie Cetingrad. W 2011 roku liczyła 39 mieszkańców.